# 히케타정
히케타정(일본어: 引田町)은 일본 가가와현 오카와군에 있던 정이다. 

## 역사
- 1890년 2월 15일 - 정촌제 시행에 수반해 오치군 히케타촌이 성립하였다.
- 1899년 4월 1일 - 오카와군에 소속되었다.
- 1909년 10월 1일 - 정으로 승격해 히케타정이 되었다.
- 1955년 4월 1일 - 오카와군 아이오이촌, 오우미촌과 신설합병해 히케타정이 되었다.
- 1968년 4월 1일 - 정장이 제정되었다.
- 2003년 4월 1일 - 오카와군 시라토리정, 오치정과 합병해 히가시카가와시가 성립하였다. 동일 히케타정은 폐지되었다.